# Shom Rock
Der Shom Rock ist ein vom Meer überspülter Felsen in der Gerlache-Straße vor der Danco-Küste des Grahamlands auf der Antarktischen Halbinsel. Er liegt nördlich der Emma-Insel.
Seine genaue Position ermittelte die Besatzung des Segelschiffs Xplore Expeditions gemeinsam mit Wissenschaftlern des Service hydrographique et océanographique de la Marine (SHOM, französisches Hydrographenamt, siehe International Hydrographic Organization). Letzteres ist seit 2013 auch Namensgeber des Felsens.